# Club Deportivo Universidad Nacional Mayor de San Marcos
El Club Deportivo Universidad Nacional Mayor de San Marcos (siglas: Club Deportivo UNMSM) fue un club de fútbol de la ciudad peruana de Lima, en el departamento homónimo. Pertenece a la Universidad Nacional Mayor de San Marcos. En el 2012, el equipo fue retirado de la Segunda División por impago de deudas

## Historia

### Inicios
El equipo de fútbol de la Universidad Nacional Mayor de San Marcos campeonó en más de cinco versiones de los Juegos Deportivos Universitarios Nacionales.
Tras esa etapa, el equipo se transforma en Club Deportivo, siendo su primer presidente el profesor de la Facultad de Ciencias Económicas, César Díaz Lima, y su primer entrenador oficial, el exjugador del Sporting Cristal, Don Nicolás Nieri.
Al ganar el campeonato de Interligas de Lima en el año 2000, el equipo sanmarquino gana el derecho de participar en el torneo de ascenso o llamada también Segunda División.

### Participaciones en Segunda División
En su primera incursión (Segunda División 2001), la campaña fue más que aceptable, pues quedó en quinto puesto entre 16 equipos que ya tenían gran experiencia en este tipo de campeonatos como Deportivo Municipal, Unión Huaral, Sport Coopsol, Cristal "B", entre otros.
En los años siguientes (2002, 2003, 2004), las actuaciones del club fueron discretas e irregulares. En el año 2006 realizó una gran campaña al disputar palmo a palmo con Deportivo Municipal el título de la segunda; sólo pudo lograr el subcampeonato.

### El final de sus participaciones
En la temporada 2011, el equipo universitario logró una mala campaña: se salvó del descenso y quedó con una deuda de 8 meses hacia sus jugadores.
Esto haría que la ADFP-SD no lo tome en cuenta para la siguiente temporada. Se rumoreó que un grupo de empresarios se haría cargo del club en vista de sus constantes deudas. Sin embargo, esto nunca ocurrió. El día miércoles 18 de abril, la ADFP-SD realizó el fixture del torneo en donde no tomó en cuenta al club, por lo cual indicó que el equipo fue retirado del campeonato e inhabilitado por diez años.

### Actualidad
El Club Deportivo Universidad Nacional Mayor de San Marcos, continua desafiliado en la participación en los torneos de segunda profesional y demás competiciones de la Copa Perú. A pesar de ello, la universidad crea al Deportivo San Marcos, equipo filial, que viene participando a la fecha en la Liga Distrital de Cercado de Lima. 
El Club Deportivo Universidad Nacional Mayor de San Marcos retorna en funciones en el presente año 2022. Sin embargo, se da éfasis a la formación de sus división de menores. A su vez participa en diferentes campeonatos de la capital de categorías inferiores y juveniles. La división de menores provee de jugadores al Deportivo San Marcos y al  Deportivo Leones de San Marcos.
Para el presente año 2023, el Club Deportivo Leones de San Marcos, (nuevo equipo filial de la universidad), reemplaza al Deportivo San Marcos en la Liga de Cercado de Lima.

## Uniforme
- Uniforme titular: Camiseta blanca con una cruz guinda, pantalón guinda, medias guindas.
- Uniforme alternativo: Camiseta guinda con una cruz negra, pantalón guinda, medias blancas.
- Tercer uniforme: Camiseta celeste, pantalón blanco, medias celestes.

#### Titular
| Deportivo UNMSM 2000 | Deportivo UNMSM 2001 | Deportivo UNMSM 2006 | Deportivo UNMSM 2008 | Deportivo UNMSM 2009 | Deportivo UNMSM 2010 | Deportivo UNMSM 2011 |  |

## Datos del club
- Temporadas en Segunda División:  11 (2001-2011).
- Mayor goleada conseguida:
  - En campeonatos nacionales de local: Universidad San Marcos 10:1 Bella Esperanza (2 de noviembre del 2002).
  - En campeonatos nacionales de visita: Unión Huaral 0:5 Universidad San Marcos (22 de julio de 2007).[2]
- Mayor goleada recibida:
  - En campeonatos nacionales de local: Universidad San Marcos 0:5 Deportivo AELU (27 de octubre del 2001).
  - En campeonatos nacionales de visita: Alianza Unicachi 6:1 Universidad San Marcos (11 de septiembre de 2011).[3]

## Entrenadores
- Luis Esquivel (2000-2001) Campeón Interligas de Lima (2000)
- Juan Carlos Márquez (2002)
- Tito Morinaga (2002-2003)
- Rafael Abelardo Castañeda Castañeda (2003)
- Luis Roth (2004)
- Michael Silva (2004)
- Fernando Cuéllar Ávalos (2005)
- Martín Gonzales (2005)
- César Gonzales (2006)
- Carlos Cortijo (2007)
- Juan José Tan (2008)
- Julio Aliaga (2008)
- Roberto Chale (2009)
- Alcides Villafani (Interino) (2009)
- Gustavo Roverano (2009)
- Hernán Saavedra Vargas (2010)
- Marco Luis Alfaro (2010)
- Claudio Pedraglio (2011)

## Palmarés

### Torneos nacionales
| Competición                     | Títulos | Subcampeonatos |
| ------------------------------- | ------- | -------------- |
| Segunda División del Perú (0/1) |         | 2006.          |

### Torneos regionales
| Competición regional                     | Títulos           | Subcampeonatos |
| ---------------------------------------- | ----------------- | -------------- |
| Interligas de Lima (1/0)                 | 2000.             |                |
| Liga Distrital del Cercado de Lima (3/0) | 1984, 1999, 2000. |                |

## Filiales

### División de Menores
Es la encargada de preparar y formar a las categorías inferiores y juveniles del club. Además participa en torneos de categorías inferiores organizados por otros clubes y instituciones deportivas de la capital. Por ejemplo: participón en la Copa Federación de Plata B 2022.

#### Titular 2022 al presente
| 2022-2023 |  | 2023 |

- Club Deportivo UNM De San Marcos-Menores
- Indumentaria 2022-2023
- C  Copa Federación de Plata B 2022

### Club Deportivo Leones de San Marcos
Es el nuevo equipo filial de la UNMSM, fundado en el 2017 y dedicado a la formación de las canteras del cuadro san marquino. A su vez, viene participando en varios años el torneo de Copa Federación Lima, organizado por la Federación Peruana de Fútbol. En el presente año 2022, Leones de San Marcos se afilia a la Liga de Cercado de Lima, reemplazando al  Deportivo San Marcos. El Deportivo Leones de San Marcos, es el tercer equipo heredero del club histórico de la universidad.
El club logra el mejor tercer puesto de la Liga de Cercado de Lima y clasifica a las Interligas de Lima 2022. San Marcos se le asinga el grupo 20. Consigue el segundo puesto de la liga y clasifica en la segunda fase. Ya en la segunda fase, es eliminado por 0-3 contra el club Virgen de Guadalupe.  
El club consigue la clasificación a las Interligas de Lima 2023 al subcampeonar la Liga Distrital de Cercado de Lima. Participa en el Grupo 27 de las Interligas. Se enfrenta a los clubes: AELU, La Segunda FC y al Deportivo Zela. Finalmente, Deportivo Leones de San Marcos queda eliminado y se viene preparando para la temporada 2024.

#### Uniforme Titular 2022 al presente
| 2022-1 | 2022-2 | 2023-1 |  | 2023-2 |

- Interligas de Lima 2022, Fase 1 Grupo 20
- Interligas de Lima 2022, Fase 2
- Definición de Grupos Interligas de Lima 2023, Fase 1
- Fase 1°-Interligas de Lima 2023 Grupo 27
- Video Interligas 2022: Deportivo Leones de San Marcos vs Virgen de Guadalupe
- Video Interligas 2023: Deportivo Leones de San Marcos vs Depotivo Zela

### Club Deportivo San Marcos
También conocido como CD San Marcos o simplemente San Marcos, fue el primer club filial, fundado en 2013 en la Liga de Cercado de Lima. En ese mismo año, logró ser campeón de la serie B y subcampeón de la liga. Clasificó en la Primera Fase-Grupo V del torneo de Interligas de Lima. A pesar, de ubicarse el tercer puesto del grupo, no fue suficiente para pasar a la siguiente etapa. En el periodo 2014, volvió a ser  
campeón de la serie B y subcampeón de la liga distrital. Integra el Grupo 20 de la Primera Fase de las Interligas de Lima. Logra campeonar y acceder a la Segunda Fase, pero es eliminado por Juventud América de Chorrillos. El club logra campeonar la serie A y subcampeonar la liga para la temporada 2015. Participa en la Primera Fase Grupo 22, donde logra campeonar pero, es eliminado en el siguiente nivel del torneo.
Para el año 2016, el club ocupó el tercer puesto de la serie B, sin lograr clasificar al torneo de Interligas. Al siguiente año, logra subcampeonar la serie B, garcias a la goleada por 3-0 frente al Independiente San Ildefonso, clasifica como mejor tercero. Logra campeonar el Grupo 15 de la primera fase, pasando a la siguiente etapa. En la Segunda Fase, es eliminado por Defensor Lubricantes periendo por 1-2 y 0-1. En la temporada 2018, el club logra subcampeonar la serie A y se enfrentó con el subcampeón de la serie B (Perpetuo Socorro), para defenir el mejor tercero y la clasificación a las Interligas. Sin embargo, es derrotado y quedando fuera. Su última participación del club fue en la Liga Distirtal de Cercado de Lima 2019, sin lograr la clasificación a las Interligas de Lima. Mientras, sus equipos de divisiones de menores participó en los campeonatos de Copa Federación Lima hasta 2022. 
Este equipo es el heredero del cuadro san marquino.

#### Titular
| Deportivo San Marcos 2013 - 2015 |  | Deportivo San Marcos 2016 - 2019 |

- Final Cercado de Lima 2013
- Interligas de Lima Grupo V 2013
- Cercado de Lima 2014
- Interligas Primera Fase Grupo 20, 2014
- Interligas Segunda Fase 2014
- Final Cercado de Lima 2015
- Interligas Primera Fase Grupo 22, 2015
- Cercado de Lima 2016
- Cercado de Lima 2017
- Interligas Primera Fase 2017
- Interligas Segunda Fase 2017
- Cercado de Lima 2018

### Asociación Deportiva Cultural San Marcos
La Asociación Deportiva Cultural San Marcos o  Adecusam fue el segundo club de fútbol filial de la Universidad Mayor de San Marcos. Se afilió a la Primera División Distrital de Pueblo Libre en el 2013. Logró ser campeón de la liga y clasificó al Torneo de Interligas de Lima, del mismo año. Participó en el grupo X. Sin embargo fue eliminado en el proceso. Desde entonces AD Cultural San Marcos no volvió a participar en liga de Pueblo Libre, en las ediciones siguientes.
Sin embargo, el club tiene un equipo de fútbol máster, que viene hasta la fecha paricipando en el primera división organizado por la asociación peruana de fútbol máster profesional.

#### Equipo Principal

##### Uniforme Titular
| AD Cultural San Marcos 2013 | AD Cultural San Marcos 2013 |  |

#### Equipo Master

##### Evolución de Uniforme
| AD Cultural San Marcos 2013 | AD Cultural San Marcos 2015 | AD Cultural San Marcos 2016 | AD Cultural San Marcos 2017 |  |

- Facebook:Asociación Deportiva Cultural San Marcos
- Liga Pueblo Libre 2013
- Interligas Lima Grupo X 2013
- Primera División Fútbol Master 2016
- Primera División Fútbol Master 2017

### Estudiantes de San Marcos
El Estudiantes de San Marcos es un club de fútbol que nace en el seno de la Asociación Deportiva Cultural San Marcos y conformado por exjugadores del cuadro sanmarquinos, que campeonaron el torneo de Interligas de Lima del año 2000. Posteriormente, lograron el ascenso a la segunda profesional para el 2001.  Este club, es la continuación de la identidad de aquel equipo que hizo historia en el deporte sanmarquino en el balompié peruano. Su visión es formar un cuadro que retorne a la universidad al fútbol profesional (ya sea en la primera o segunda división).
Mientras tanto, el club participa en campeonatos de fútbol máster. En el 2012, fue campeón del torneo.

#### Uniformes
| Estudiantes de San Marcos Principal 2012 | Estudiantes de San Marcos Alterno 2012 |  |

- Estudiantes de San Marcos, Campeón 2012
- Facebook:Estudiantes de San Marcos
- Web: Estudiantes de San Marcos

### Selección de la Universidad Nacional Mayor de San Marcos
- La Universidad Nacional Mayor de San Marcos, tiene un equipo de fútbol que participa desde el 2008 al presente, en la Liga Universitaria de Fútbol. El equipo participa en los campeonatos metropolitanos de Lima. Luego de posicionarse dentro de los mejores de la liga de Lima, pasa a la siguiente fase, el campeonato nacional. Por varios años, es una de las universidades animadores de estos campeonatos.

#### Titular
| UNMSM 2013 | UNMSM 2016 | UNMSM 2017 |  |

- La Universidad Nacional Mayor de San Marcos, tiene un equipo de fútbol que participa desde el 2008 al presente, en la Liga Universitaria de Fútbol. El equipo participa en los campeonatos metropolitanos de Lima. Luego de posicionarse dentro de los mejores de la liga de Lima, pasa a la siguiente fase, el campeonato nacional. Por varios años, es una de las universidades animadores de estos campeonatos.

- Video - San Marcos 2013
- Anécdotas San Marcos 2016 Archivado el 7 de noviembre de 2017 en Wayback Machine.
- Video - San Marcos 2017
- Liga Universitaria 2017
- Campeón Torneo Universiada Lima 2022
- Subcampeón Liga Universitaria Región Lima 2023

### F.C. Estudiantes de San Marcos
- Es un equipo fútsal fundado por la misma universidad (inicialmente con el nombre ADC San Marcos). El cuadro fue creado en el 2013. Viene participando a la fecha en torneos internos de futsal y campeonatos organizados por otras universidades e institutos públicos y privados.

### Facebook
- Facebook: Club Deportivo Universidad Nacional Mayor de San Marcos N°1
- Facebook: Club Deportivo UNMSM N°2
- Facebook Club Deportivo UNMSM - temporalmente desahilitado
- Escuela Fútbol Deportivo San Marcos Facebook

- Datos: Q5010151